# Wade Keyes
Wade Keyes (* 10. Oktober 1821 in Mooresville, Limestone County, Alabama; † 2. März 1879 in Florence, Alabama) war stellvertretender Justizminister und dadurch zweimal geschäftsführender Justizminister der Konföderierten Staaten von Amerika.

## Leben
Er war der Sohn von US-General George und Nellie (Rutledge) Keyes. Nachdem ihn Privatlehrer unterrichtet hatten, besuchte er das LaGrange College in Georgia und die University of Virginia, bevor er in den späten 1840er nach Lexington, Kentucky, ging, um Jura zu studieren. Durch die Ehe mit Miss Whitfield hatte er eine Tochter, Mary. Er war auch Anhänger der Demokraten. 1844 zog er nach Tallahassee, Florida, um dort als Anwalt tätig zu sein. 1851 verlegte er seinen Wohnsitz nach Montgomery, Alabama. Er war Autor von zwei Bänden mit juristischem Inhalt: An Essay on the Learning of Future Interests in Real Property (Eine Abhandlung über das Lernen von zukünftigen Grundpfandanteilen) (1853) und An Essay on the Learning of Remainders (Eine Abhandlung über das Lernen von Anwartschaften) (1854). 1853 bekam er das Kanzleiamt für den südlichen Bereich von Alabama. Er war Anhänger der Sezession.
Als der Bürgerkrieg begann, meldete Keyes sich freiwillig zum konföderierten Heer und wurde in den Stab von Jefferson Davis in Richmond, Virginia abkommandiert. Während des ganzen Krieges fungierte er als stellvertretender Justizminister. Während der Amtszeit von Judah Philip Benjamin führte er die eigentlichen Pflichten des Amtes. Seine Ansichten basierten auf den Urteilen der US-Gerichte. Dennoch war er kein Politiker und er war nie in der Lage, ein Kabinettsposten zu übernehmen, die er wegen seiner Erfahrungen und Fähigkeiten verdiente.
Nach dem Krieg wurde er wieder Anwalt in Florence, doch ist wenig über seine weitere Nachkriegskarriere bekannt. Er starb auch in dieser Stadt.